# Daire
Daire (en turc Cercle) és una pel·lícula turca del 2014 escrita i dirigida per Atıl İnaç.

## Argument
En el món dur, on aniran a parar els de closca tova? Un acollidor tipus d'extermini és a l'escenari i manté un perfil baix. La decadència que ens envolta és ni més ni menys que l'aniquilació clandestina de l'home civil. No obstant això, es porta tan bé amb una cara somrient que es ven oficialment com a transició.
Ara que l'indulgent domesticat és despullat de la justícia social, el benestar, fins i tot negat el tendre amor pels camps de concentració i les plantacions d'esclavitud dels segles passats. Almenys entrega'ls una corda... Tenen moltes expectatives de prendre les coses amb les seves pròpies mans.
Daire és una història peculiar d'un home normal atrapat entre un romanç prematur i un nou món hostil.

## Repartiment
| Actor                  | Personatge |
| ---------------------- | ---------- |
| Fatih Al               | Feramus    |
| Nazan Kesal            | Betül      |
| Erol Babaoğlu          | Arif       |
| Nihat Alptekin         | Avukat     |
| Kanbolat Görkem Arslan | Cemal      |
| Caglar Corumlu         | Necip      |
| Beren Demirkaya        | Selin      |
| Nalan Kuruçim          | Gassal     |
| Arin Kusaksizoglu      | Erdem      |

## Premis
Al Festivl Internacional de Cinema d'Ankara va guanyar el premi a la millor pel·lícula, al millor actor, al millor actor secundari i a la millor actriu.
A l'Oaxaca FilmFest va obtenir el premi a la millor pel·lícula.